# Гитис, Георгий Кельманович
Георгий Кельманович Гитис (род. 1977) — российский режиссёр анимационного кино. Генеральный директор и художественный руководитель "Анимационной Студии "Сказка", исполнительный продюсер Кинокомпании "СТВ". Окончил ВГИК в 2001 году (мастерская компьютерной графики и анимации). Режиссёр первого российского 3D-анимационного телесериала «Дятлоws» и первого российского полнометражного 3D-мультфильма в широком прокате «Приключения Алёнушки и Ерёмы».

## Фильмография

### Режиссёр
- 1999 СемьсОрочек (анимация, сорежиссёр Елизавета Скворцова) (1999)
- 2002 — 2004 Дятлоws (Дятловы) (мультсериал)
- 2008 Приключения Алёнушки и Ерёмы
- 2009 Новые приключения Алёнушки и Ерёмы
- 2013 Как поймать перо Жар-Птицы
- 2012-2014 Буквальные истории

### Сценарист
- 2005 Колыбельные мира (мультсериал)
- 2012-2014 Буквальные истории (мультсериал)
- 2017 - наст.время Маленькие лесные истории

### Продюсер
- 2013 Ку! Кин-дза-дза (исполнительный продюсер)
- 2013 Как поймать перо Жар-Птицы (исполнительный продюсер)
- 2016 Синдбад: Пираты семи штормов (исполнительный продюсер)
- 2017 Садко (исполнительный продюсер)
- 2017 Маленькие лесные истории (мультсериал)
- 2021 Бука. Моё любимое чудище (исполнительный продюсер)
- 2022 Щелкунчик и волшебная флейта (исполнительный продюсер)
- 2025 Маракуда (исполнительный продюсер)

## Награды

### СемьсОрочек
- VIII Международный Фестиваль Аниграф-Телекино 2000 — III место в номинации «Анимация»

### Дятлоws
- I Фестиваль цифровых технологий и компьютерного искусства PIXEL-2003 — Приз зрительских симпатий в категории «Анимация и индустрия развлечений».
- VII Международный фестиваль телевизионных программ и телевизионных фильмов «Золотой бубен» — Диплом I степени в номинации «Лучший анимационный проект» (2003)

### Новые приключения Алёнушки и Ерёмы
- 2010 — X Фестиваль «Кинотаврик» в Сочи — Приз Лучший анимационный фильм.[1]